# Prochoerodes transtincta
Prochoerodes transtincta là một loài bướm đêm trong họ Geometridae.